# Ut pictura poesis

Ut pictura poesis est une expression latine qui signifie littéralement « comme la peinture, la poésie », c'est-à-dire « la poésie ressemble à la peinture ». Elle est tirée d'un vers de l'Art poétique d'Horace. Elle est devenue, surtout depuis la Renaissance, un thème incontournable de la critique littéraire et artistique sur la correspondance des arts.

## La correspondance des arts dans l'Antiquité
Le plus ancien témoignage de l'idée d'une correspondance des arts est attribué à Simonide de Céos cité par Plutarque : « la poésie est une peinture parlante, la peinture une poésie muette ». Aristote, dans sa Poétique, déclare que les poètes et les peintres ont en commun d'imiter les hommes et leurs actions. Horace, dans l’Art poétique, fait à deux reprises une comparaison entre le peintre et le poète. Les deux auteurs ont comme objet principal de leur traité la poésie ; la comparaison avec la peinture est destinée à mieux faire comprendre leur pensée sur l'art du poète. La formule d'Horace s'inscrit dans une argumentation ponctuelle ; il ne s'agit pas d'une théorie générale.
La question des rapports entre la poésie et les arts figurés se pose alors essentiellement sous deux aspects : influence de la poésie sur la peinture ou de la peinture sur la poésie à travers le partage de thèmes communs (thèmes empruntés à la mythologie, à la vie quotidienne, à la nature et au monde animal, etc.) ; description d'œuvres d'art, réelles ou imaginaires, dans la littérature (ekphrasis).

## Le renversement de la comparaison à la Renaissance
À la Renaissance s'élabore une véritable doctrine de la correspondance des arts qui va dominer jusqu'au XVIIIe siècle ; l'expression créée par Horace va résumer cette théorie, mais on lui donne un poids et un sens qui n'existent pas dans son Art poétique, et on inverse en fait le sens : "la peinture ressemble à la poésie".

## La remise en question par Lessing

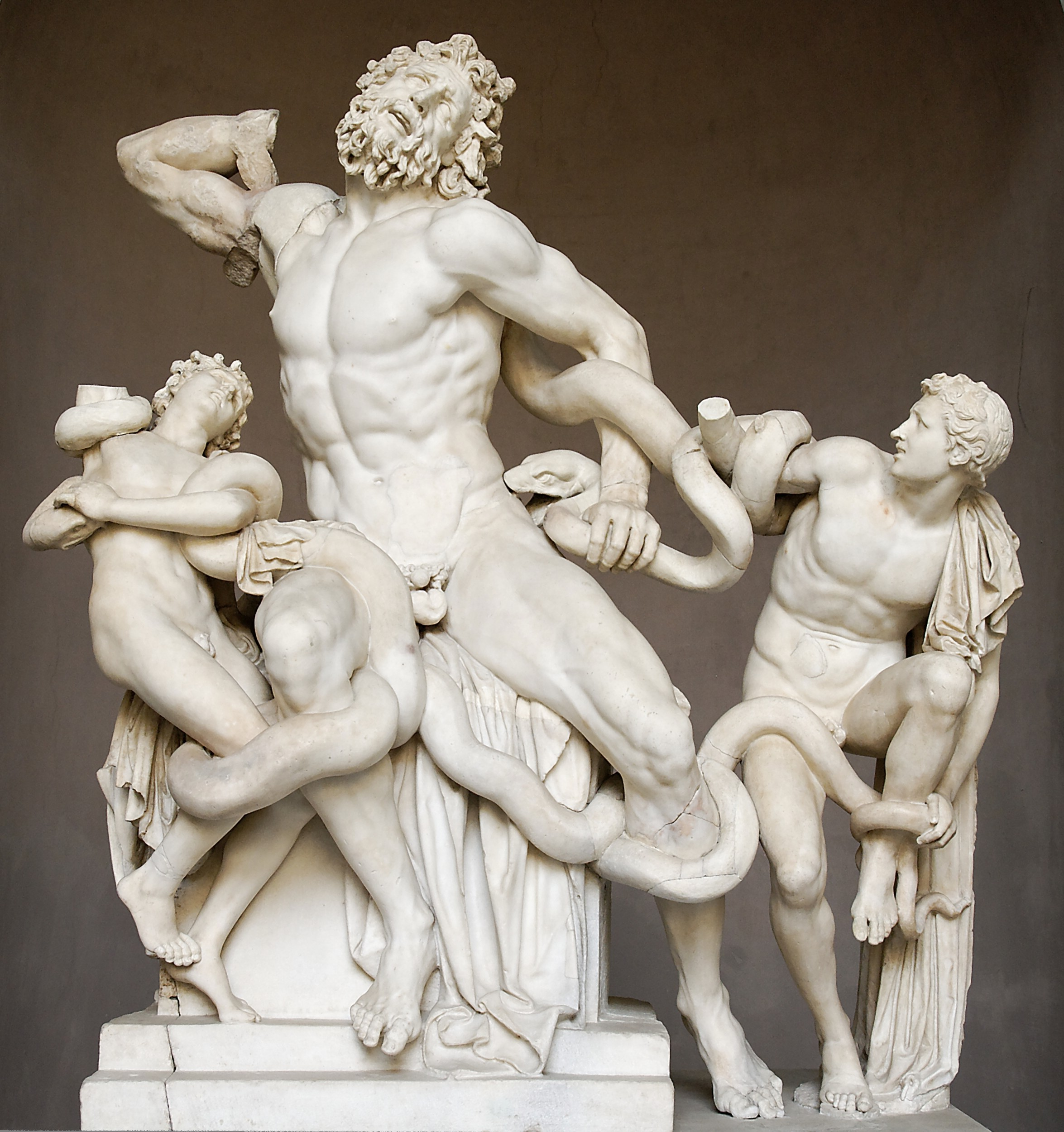
Groupe du Laocoon, v. 200 av. J.-C. Vatican, musée Pio-Clementino

Lessing, au milieu du XVIIIe siècle, remet en question l'idée de la correspondance des arts dans son essai Laokoon oder über die Grenzen der Malerei und Poesie (de) (Laocoon ou Des limites respectives de la poésie et de la peinture, 1766). Pour Lessing, l'objet de l'art est la beauté, tandis que celui de la poésie est l’action. L’art ne doit traduire, de l’action développée par le poème, que les éléments qui, offerts à la vue, ne nuisent pas à la beauté. Il prend pour exemple le groupe sculpté hellénistique du Laocoon du Vatican, qui se retrouvera un siècle plus tard représenté dans le chant II de l’Énéide de Virgile et déclare : « Le poète travaille pour l’imagination, et le sculpteur pour l’œil. Ce dernier ne peut imiter toute la réalité qu’en blessant les lois du beau ; il ne reproduit qu’une situation, qu’un instant, tandis que le poète développe l’action tout entière. »
À vrai dire, d'autres avaient déjà souligné auparavant les différences, comme La Fontaine :
Les mots et les couleurs ne sont choses pareilles

           Ni les yeux ne sont les oreilles.
Mais Lessing le fait dans une démonstration argumentée.

## Ut pictura poesiscomme titre d'œuvre littéraire ou artistique
- Œuvre cinématographique de Stewart Home (1997).
- Exposition de l'artiste plasticienne Frédérique Loutz au Centre international de poésie Marseille (2013).

L'expression a aussi été imitée et transposée.